# Shivers (canção)
"Shivers" é uma canção do cantor e compositor inglês Ed Sheeran, lançada pela Asylum Records UK em 10 de setembro de 2021 como o segundo single de seu quinto álbum de estúdio, = (2021).

## Antecedentes
Sheeran se referiu à música enquanto explicava por que o título do álbum era = em vez de - , como os fãs previram, no qual ele disse: "Eu estava fazendo o álbum e escrevi uma música chamada "Shivers" e pensei, 'Isso eu não sinto realmente como [menos]". Sheeran escreveu "Shivers" no final da turnê ÷ Tour, quando montou um estúdio em uma fazenda alugada em Suffolk, onde teve seu último encontro da turnê. Demorou três dias para escrever a música, o que foi incomumente longo para ele, pois ele sentiu que a música "era muito especial para errar".

## Lançamento e promoção
Ele anunciou mais tarde a arte da capa e data de lançamento da canção em 2 de setembro de 2021. Ele também revelou que "Shivers" foi originalmente planejado para ser o primeiro single para o álbum em vez "Bad Habits". Uma prévia da música também foi lançada. Sheeran anunciou o vídeo musical que o acompanhava e um vídeo teaser dele no Dia do Trabalhor, em 6 de setembro de 2021.

## Recepção crítica
A canção foi recebida com críticas positivas da crítica. Em 2 de setembro de 2021, o mesmo dia em que Sheeran anunciou a música, Jonathan Heaf, da GQ do Reino Unido, descreveu a música como "uma música sexy e explosiva que inclui palmas na ponte e é uma música para dançar com seus melhores amigos depois de três tequilas a mais".

## Vídeo musical
Um vídeo musical foi lançado junto com a música em 10 de setembro de 2021, estrelado por Sheeran e a atriz norte-americana AnnaSophia Robb. Assim como seu vídeo anterior "Bad Habits", foi dirigido por Dave Meyers. Sheeran se inspirou no cantor inglês Elton John.